# エースホテル
エースホテルは、アメリカ合衆国のニューヨークに本社を置くホテルチェーン。1999年にシアトルで設立され、オレゴン州ポートランドなど主に米国でホテルを運営する。

## 沿革

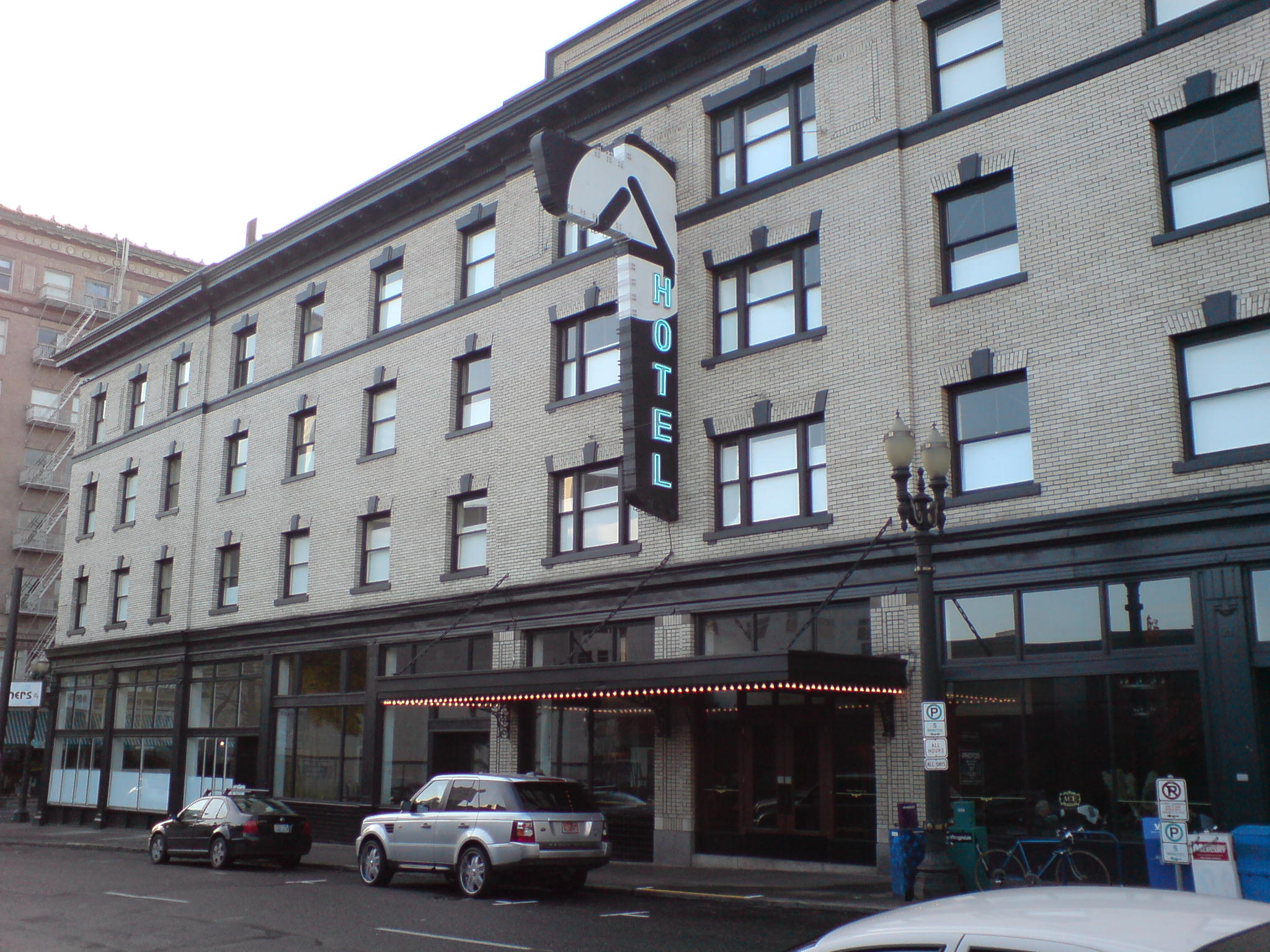
エースホテル ポートランド

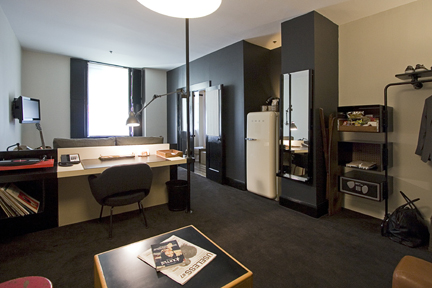
エースホテル ニューヨークの客室

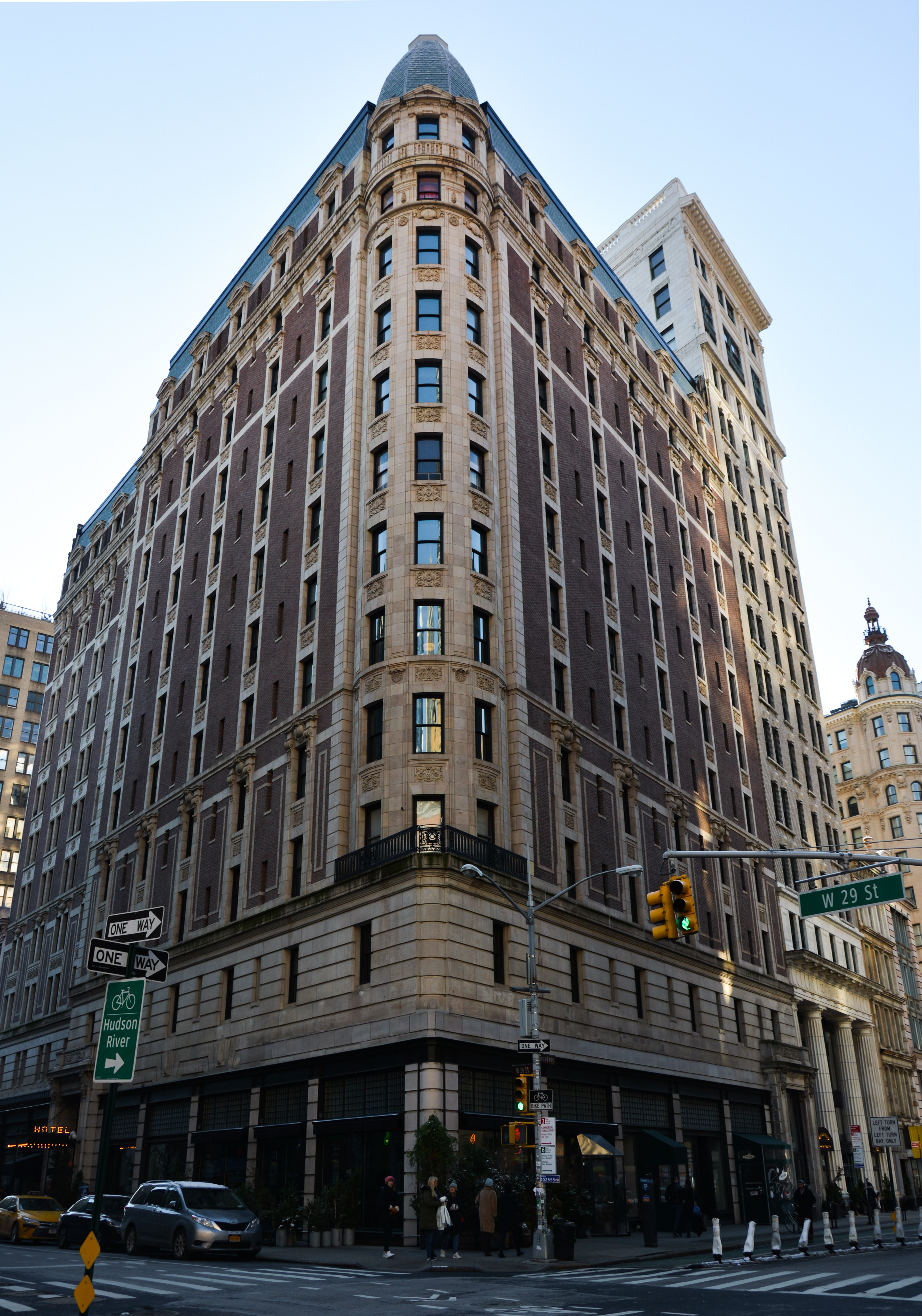
エースホテル ニューヨーク

最初のエースホテルは1999年に開業した。アレックス・カルダーウッドとその友人のWade WeigelとDoug Herrickはシアトルのハーフウェーハウスを購入し、クリエイティブ・クラスに訴求する手ごろな価格のホテルに転換した。それより前に、カルダーウッドとWeigelはシアトルで、伝統的な理髪店を復活させたコンセプトのRudy'sを設立しており、最終的に10軒を超える店舗が西海岸で展開した。また、マーケティング及び広告会社のNeverstopを設立した。
2006年、Jack BarronとMichael Bisordiがオーナーとして加わった。その年、2軒目のホテルをポートランドに開業し、続いて2009年にはパームスプリングスとニューヨークでホテルを開業した。
2011年、ホテルのミニバーで販売するマニキュアを化粧品会社のウスルエアラインズと共同開発した。
2013年、ロンドンのショーディッチにエースホテル、パナマのパナマ市にアメリカントレードホテルを開業した。
創業者のカルダーウッドは、「1年から2年」ごとの新ホテル開業を目標としていたが、ショーディッチのホテルが開業した直後、2013年11月に47歳で亡くなった。
年が明けて2014年、ロサンゼルスのダウンタウンで劇場をコンバートしたホテルを開業した。2015年冬にピッツバーグ、2016年春にニューオーリンズで開業した。
2020年夏、日本への初出店として京都市中京区烏丸御池の新風館に開業した。2027年には、福岡市中央区のイムズ跡地に建設される高層ビルの一部フロアに「エースホテル福岡」として出店予定。